# Der Tag des Falken
Der Tag des Falken (Originaltitel: Ladyhawke) ist ein romantischer Fantasyfilm aus dem Jahr 1985, der unter der Regie von Richard Donner entstand. Die Hauptrollen spielen Matthew Broderick, Michelle Pfeiffer und Rutger Hauer. An der Kamera stand Vittorio Storaro, die Musik steuerte Andrew Powell von Alan Parsons Project bei. Der Film startete am 29. März 1985 in den deutschen Kinos.

## Handlung
Italien im 13. Jahrhundert: Noch niemandem ist je die Flucht aus den Kerkern der Stadt Aquila gelungen, aber der Gauner Philippe Gaston, genannt „die Maus“, schafft das Unmögliche, indem er sich durch die Kanalisation zwängt. Seine Flucht ist indes von kurzer Dauer, in einer Gaststätte läuft er den Häschern des Bischofs von Aquila direkt in die Arme. Unvermittelt bekommt Philippe jedoch Hilfe von dem „schwarzen Ritter“ Etienne de Navarre. Der ist ein Einzelgänger, der nur mit seinem schwarzen Pferd „Goliath“, einem großen Zweihänderschwert und einem namenlosen Falken reist, den er wie sein Leben beschützt. Er nimmt Philippe als Knappen auf, weil er dessen Hilfe benötigt, um in die Stadt zu kommen, wo er den Bischof zu töten beabsichtigt. Philippe ist zwar dankbar für die Hilfe, will aber lieber allein weiter flüchten, statt mit Navarre nach Aquila zurückzukehren. Jedoch lässt Navarre ihm keine Wahl und bindet ihn sogar nachts an, um ihn an der Flucht zu hindern.
Philippe merkt schnell, dass Navarre ein Geheimnis verbirgt. Jeden Abend lässt der Ritter ihn allein zurück und verschwindet, an seiner statt taucht eine junge Frau auf, die Philippe bei ihrer erster Begegnung vor einem großen schwarzen Wolf beschützt, wobei Phillipe entsetzt bemerkt, dass der Wolf zu der Frau sehr zutraulich ist. Bei einem weiteren Kampf mit den Häschern des Bischofs wird Navarres Falke angeschossen, aber statt ihn aufzugeben, schickt Navarre Philippe mit ihm zu dem ständig betrunkenen Mönch Imperius. Der Mönch will Philippe zunächst abweisen und hilft ihm erst, als er erfährt, wer ihn schickt. Nach Einbruch der Nacht geht Philippe zum Falken und findet stattdessen die junge Frau vor, die verwundet in der Kammer liegt. Der Mönch erzählt Philippe nun, wenn auch zunächst widerstrebend, die Geschichte von Navarre und der geheimnisvollen Frau, deren Name Isabeau d’Anjou ist: Einst war Navarre Hauptmann der bischöflichen Wache und lebte wie Isabeau in Aquila. Der Bischof, ein korrupter, rachsüchtiger und autoritärer Fürst, der beständig jungen Frauen nachstellt, begehrte Isabeau, die ihn jedoch zurückwies, weil sie seine Verdorbenheit erkannte. Ihr Herz gehörte Navarre, die beiden waren insgeheim ein Paar. Beide hatten den gleichen Beichtvater, der sie jedoch volltrunken unbeabsichtigt an den Bischof verriet und damit, wie Imperius urteilt, "eine Todsünde" beging. Der vor Zorn und Eifersucht rasende Bischof wandte sich gegen Navarre und Isabeau, so dass beide zur Flucht gezwungen waren. Daraufhin rief der Bischof den Fürsten der Finsternis an, der die Liebenden verfluchte: Nachts wird Navarre zum Wolf, tags Isabeau zum Falken. So sind die Liebenden zwar ständig zusammen, aber nie wirklich beisammen, können nie miteinander sprechen oder sich berühren.
Imperius versorgt Isabeaus Verletzung und die junge Frau erholt sich schnell. Philippe hat derweil durchschaut, dass Imperius besagter Beichtvater war und stellt diesen wütend zur Rede. Imperius ist sich seiner Schuld seit damals voll bewusst und bereut seinen Fehler zutiefst. Er sieht jedoch eine Chance, seinen Fehler wiedergutzumachen. Er erklärt Navarre, der mittlerweile zu den beiden aufgeschlossen hat, dass der Fluch gebrochen werden kann, wenn Navarre und Isabeau als Mann und Frau vor den Bischof treten. Auf Navarres Entgegnung, dass dies unmöglich sei, prophezeit Imperius, dass in drei Tagen ein Tag ohne Nacht und eine Nacht ohne Tag kommen werde. Navarre glaubt ihm jedoch nicht und es wird deutlich, dass er Imperius seinen Fehler nicht verziehen hat. Nach einem weiteren Angriff der Männer des Bischofs plant Navarre, mit Philippes Hilfe endlich nach Aquila zu gelangen, um dort seinen schwur zu erfüllen und den Bischof zu töten. Gemeinsam reisen die Vier nach Aquila, wobei Philippe mit kleinen Lügen zwischen den beiden Liebenden vermittelt. Denn anders als Navarre ist er von Imperius’ Plan überzeugt und hat die Hoffnung nicht aufgegeben. Unter Zeitdruck bringt er zunächst Isabeau auf seine Seite. Zusammen mit Imperius und Isabeau versucht Philippe nun, Navarre in seiner Wolfsform einzufangen, was beinahe in einer Katastrophe endet. Philippe rettet Navarre, wird dabei aber verletzt. Als die Sonne aufgeht, befinden sich Navarre und Isabeau gemeinsam in der Wolfsgrube, und für einen kurzen Moment wird diese zu einer Art Zwischenwelt zwischen Tag und Nacht: Navarre erlangt seine menschliche Form bei Tagesanbruch zurück, aber noch ist die Sonne nicht in die Grube vorgedrungen und so kann er für einen kurzen Moment Isabeau als Mensch sehen, bevor diese sich im Sonnenlicht verwandelt und davon fliegt. der verbitterte Navarre ist nun mehr denn je entschlossen, den Bischof zu töten und überhaupt nicht begeistert, als Philippe ihm gesteht, dass der Zweihänder seines Vaters im Fluss verloren gegangen sei. Wütend geht Navarre auf Philippe los und hält inne, als er dessen Verletzungen entdeckt und erfährt, woher diese stammen. In diesem Moment erlangt Philippe endgültig Navarres Vertrauen. 
Schließlich gelangen die Vier nach Aquila, wo der Bischof sich anschickt, eine große Messe zu lesen. Philippe bahnt sich erneut einen Weg durch die Kanalisation, diesmal zur Kathedrale, mit dem Auftrag, deren Tor von innen zu öffnen, während Imperius und Isabeau mit Navarre als Wolf im Käfig die Torwache überlisten. In Aquila bereitet sich Navarre als Mensch auf seine Konfrontation mit dem Bischof vor und Imperius versucht ein letztes Mal, ihn umzustimmen. Navarre erklärt Imperius, dass zum Ende der Messe die Glocken geläutet würden und dies das Zeichen sei, dass er versagt habe und tot sei. Auf die Frage, was in diesem Fall mit Isabeau geschehen solle, bittet Navarre den Mönch, den Falken dann rasch und schmerzlos zu töten. Auf dem Weg zur Kathedrale reitet Navarre an den Soldaten der Wache vorbei, welche ihn unbehelligt passieren lassen. Philippe gelingt es rechtzeitig, das Tor zu öffnen, Navarre reitet in die Kathedrale und stellt sich dem Bischof. Es kommt jedoch zunächst zu einem erbitterten Zweikampf mit dem gegenwärtigen Hauptmann der Wache. Während des Kampfes beginnt zu aller Anwesenden Überraschung die von Imperius vorhergesagte Sonnenfinsternis und Navarre erkennt, dass der Mönch Recht hatte und der Fluch gebrochen werden kann. Er tötet den Hauptmann mit seinem Zweihänder, den Philippe unter dem Wagen versteckt hatte und ihm nun im letzten Moment zuschieben kann, kann jedoch nicht verhindern, dass die Glocken geläutet werden. Überzeugt, dass Isabeau tot ist, konfrontiert Navarre den Bischof und will diesen töten. Im letzten Moment erscheint Isabeau vor dem fassungslosen Navarre und dem entsetzten Bischof in der Kathedrale. Der Fluch wird gebrochen, als Navarre diesen zwingt, ihn und Isabeau in Menschengestalt anzusehen. Isabeau tritt dem Bischof gegenüber und lässt ihm voller Verachtung das Geschüh des Falken vor die Füße fallen, daraufhin versucht dieser, sie zu töten, als sie sich abwendet. Imperius kann jedoch Navarre warnen und dieser tötet den Bischof, der mit Isabeaus Namen auf den Lippen stirbt. 
Als Imperius und Philippe sich leise davon schleichen wollen, werden sie von Navarre aufgehalten, der sie zu sich und Isabeau ruft. Beide danken Philippe und Imperius, und beide lassen anklingen, dass sie Philippes kleine Notlügen durchschaut hatten. Navarre und Isabeau sind überglücklich und endlich wieder vereint, beide lassen ihren Gefühlen vor allen Anwesenden freien Lauf. 

## Hintergrund

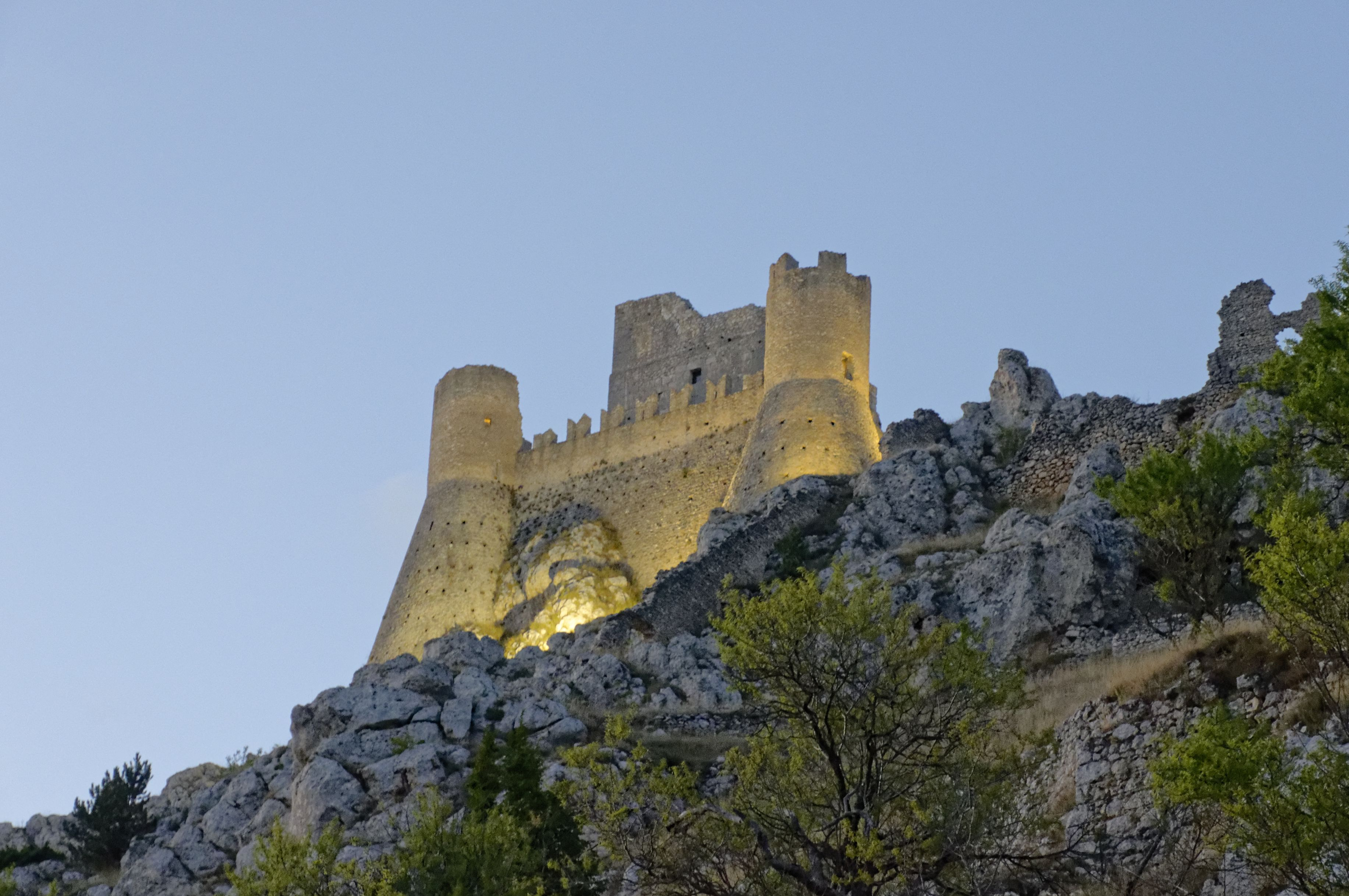
Die Ruine von Rocca Calascio

Die Musik zum Film wurde von Andrew Powell komponiert, einem britischen Komponisten und Orchesterleiter, der bekannt ist für seine Arbeit mit Alan Parsons und Eric Woolfson beim Alan Parsons Project. Der Soundtrack wurde häufig kritisiert, weil die poppige Richtung als unpassend für einen mittelalterlichen Fantasyfilm angesehen wurde, obwohl die Musik auch orchestrale Elemente und mittelalterliche und Renaissance-Töne enthält. So ist zum Beispiel die Musik, zu der Philippe und Isabeau in der Scheune tanzen, ein genuesischer Tanz namens Trotto aus dem 14. Jahrhundert.
Der Tag des Falken basiert auf einer altfranzösischen Sage aus dem 14. Jahrhundert. Sie wurde von der US-amerikanischen Fantasy-Autorin Joan D. Vinge in einem Fantasyroman nacherzählt.
Der Film wurde hauptsächlich in Italien in der Provinz L’Aquila und in Parma und Cremona gedreht. Zu sehen sind die Burgen von Torrechiara, Soncino, Bacedasco und das Castell’Arquato. Einige Szenen wurden in Campo Imperatore, einer Hochebene nahe dem höchsten Gipfel der Apenninen, gedreht. Zudem dienten die Ruinen von Rocca Calascio im Nationalpark Gran Sasso als Filmkulisse. Andere Szenen wurden im Umkreis von Cortina d’Ampezzo, am Passo di Giau (Croda-da-Lago-Gruppe) und in der Umgebung (Misurinasee) der Drei Zinnen gedreht.

## Trivia
Eine passende Sonnenfinsternis wie die im Film hat es 1239 in Südfrankreich gegeben. Andere Fakten des Films und des Buches widersprechen aber dieser Zahl. Cezars Aussage „Seit der Seuche gibt es mehr Wölfe als Menschen“ bezieht sich wahrscheinlich auf die Pest, die in der Mitte des 14. Jahrhunderts in diesem Teil Frankreichs wütete. Allerdings könnte es sich auch um eine kleinere Seuche handeln. In der DVD-Fassung sagt Cezar tatsächlich „Seit der Pest gibt es mehr Wölfe als Menschen.“ Schwerwiegender ist, dass es zwischen 1204 und 1246 keinen Grafen von Anjou (Isabeaus Vater) gegeben hat. Als Fantasyfilm, basierend auf einem Märchen, beruht die Geschichte nicht auf historischen Fakten, sondern nutzt nur das Setting.
Der „Falke“ ist kein solcher, sondern ein nordamerikanischer Rotschwanzbussard. Der englische Filmtitel Ladyhawke verweist auf einen weiblichen Habicht (engl. hawk), nicht auf einen Falken (engl. falcon).
Die Handlung des Films wurde unter anderem auch in der Serie Charmed – Zauberhafte Hexen adaptiert. In der 46. Folge „Hexenhochzeit“ (Magic Hour) treffen die Hexen auf ein verfluchtes Liebespaar. Er ist tags eine Eule und sie nachts ein Wolf. Durch eine Sonnenfinsternis können beide den Fluch brechen.

## Kritiken
Lexikon des internationalen Films: „Einfühlsam und spannend inszeniert und dank einer hervorragenden Kameraarbeit von hohem ästhetischem Reiz.“
Cinema: „Richard Donner […] drehte mit Der Tag des Falken ein zurückhaltendes Fantasy-Opus voll zärtlicher Poesie. In mitreißenden Bildern gelang es ihm, die sagenumwobene Zeit des Mittelalters heraufzubeschwören, wozu die italienischen Schauplätze einen wesentlichen Beitrag lieferten.“
Jeffrey Overstreet, Looking Closer: „[…] vor allem eine gute Geschichte! Der Rock-’n’-Roll-Soundtrack mag zwar etwas deplatziert sein […] ein schönes und unterhaltsames Märchen“
Vincent Canby, The New York Times: „Frau Pfeiffer [ist] vermutlich die schönste Frau im Kino der Gegenwart […] selbst wenn der Falke sie vertritt, meint man, sie wäre im Bild.“

## Auszeichnungen
Der Film wurde im Jahr 1986 für den Filmpreis Oscar in den Kategorien Bester Ton und Beste Toneffekte nominiert. Er gewann 1986 den Saturn Award in zwei Kategorien (Bester Fantasy-Film und Beste Kostüme) sowie wurde in zwei weiteren Kategorien für den Saturn Award nominiert (Michelle Pfeiffer, Beste Musik). Er wurde 1986 ebenfalls für den Hugo Award nominiert.
Der Film gewann 1986 den Motion Picture Sound Editors Award in zwei Kategorien und wurde im selben Jahr für den Young Artist Award in der Kategorie Bester Abenteuerfilm nominiert.